# 에릭 곤잘레스
에릭 곤잘레스(Erich Gonzales, 1990년 9월 20일 ~ )는 필리핀의 배우, 사회자, 모델이다.